# Jacob Ulrik Ekvall
Jacob Ulrik Ekvall, född 15 december 1797 i Tenala socken Nyland, död 18 april 1827 i Helsingfors, var en finländsk ingenjör och grafiker.
Han var son till sergeanten vid Hangö fästning Jacob Ekvall och Catharina Ulrika Pilsén. Ekvall var anställd vid Lantmäterikontoret i Helsingfors 1826. Bland hans efterlämnade arbeten märks kopparstick av plan- och arkitekturritningar.